# Asongo Alalaparu
Asongo Alalaparu (circa 1941/1942 - Lelydorp, 21 de noviembre de 2021), también conocido como Asongo Alalaparoe, fue un líder indígena surinamés. Fue granman de los Tiriyó de Surinam desde 1997 a 2021. Bajo su liderazgo, parte de su gente regresó a pequeños asentamientos esparcidos tierra adentro. Las inundaciones y las infestaciones de hormigas hicieron que luchara durante años con la escasez de alimentos.

## Biografía
En las décadas de 1960 y 1970, los misioneros habían convencido a los pueblos indígenas, incluido el Tiriyó, de que vivieran juntos en la aldea de Kwamalasamutu, con el fin de centralizar la educación, la atención médica y la instrucción religiosa.
A finales de la década de 1990, decidió revertir esta situación cuando se hizo evidente que el Tiriyó estaba perdiendo su conocimiento tradicional, volviéndose dependiente de los productos manufacturados y reclamando en exceso los recursos naturales. Igualmente importante fue asegurar el reclamo territorial del Tiriyó. Desde finales del siglo XX, motivó a sus capitanes a redistribuirse a lo largo de las fronteras del área, reasentándose en Wanapan (1998), Alalapadu (1999), Sipaliwini (2000), Coeroeni (2001 a 2002), Isla de Kasjoe (2002), Amotopo (2003) y Lucie (2004).
Para mantener a los Tiriyó en contacto, quiso restaurar los antiguos senderos entre los pueblos. En la práctica, esto resultó difícil en ciertos lugares, debido a la disputa fronteriza entre Guyana y Surinam, pero también porque las aldeas estaban separadas entre sí por tierras que el Tiriyó no posee. La protección de los derechos territoriales es un problema constante entre los pueblos indígenas. 
En 2012 luchó contra la construcción de presas en el río Tapanahoni y nuevamente advirtió a los forasteros en 2020 que no invadieran el hábitat del Tiriyó y las zonas para la extracción de oro o diamantes.
Después de haber estado experimentando problemas de salud durante algún tiempo, Alalaparoe anunció a mediados de 2017 que su nieto Jimmy Toeroemang lo sucedería. La sucesión dentro de la línea familiar no es habitual dentro de los Tiriyó, por lo que Alalaparoe tuvo que obtener la aprobación de una gran parte de su tribu. El 18 de septiembre de 2021, entregó su magistratura a Toeroemang durante una toma de posesión oficial con dignatarios.
Durante la cuarta ola del COVID-19, se infectó de dicha enfermedad. Fue trasladado en avión al AZP en Paramaribo el 11 de noviembre de 2021 y posteriormente ingresado en el Hospital Regional de Wanica. Murió allí el 21 de noviembre por los efectos del virus en combinación con el sufrimiento subyacente.